# Huntington Castle (Irland)
Huntington Castle, auch Clonegal Castle, irisch Caisleán Chluain na nGall, ist eine Burg im Dorf Clonegal im irischen County Carlow.
Das Gebäude war ursprünglich ein „Plantation Castle“ das in der Plantationzeit Anfang des 17. Jahrhunderts als Verteidigungsbauwerk der Gegend diente. Das ursprüngliche Tower House, das eine Garnison beherbergte, entstand im 15. Jahrhundert als Festung der Caviness, einem alten irischen Clan, später Barone Esmonde. Wegen der strategischen Bedeutung des Dorfes Clonegal während der Rückeroberung Irlands, die in dessen Lage an der Straße von Dublin nach Wexford begründet lag, wurde die Burg von den Truppen Oliver Cromwells eingenommen, als diese 1650 nach Kilkenny marschierten.
Heute ist Huntington Castle in Privatbesitz, aber in den Monaten Juni, Juli, August und September im Rahmen geführter Touren für die Öffentlichkeit zugänglich. Dort wurde Stanley Kubricks Film Barry Lyndon gedreht. Im Keller ist seit 1976 die Basis einer religiösen Sekte, der Fellowship of Isis. In der Burg fand im August 2008 das Solas-Festival statt, das von Olivia Robertson, ihrem Bruder Lawrence Durdin-Robertson und dessen Gattin Pamela mitgegründet wurde.

## Gärten
Die Familie Esmonde ließ im 17. Jahrhundert die meisten Gärten anlegen. Sie umfassen die französische Lindenallee, das Parterre und die Wiesen seitlich der Burg, die Fischteiche auf beiden Seiten des Mittelweges durch den naturbelassenen Garten und den größten Teil der Eiben, aus denen der Yew Walk besteht. Die großen Pflanzungen haben dazu geführt, dass auf Huntington Castle eine Reihe großartiger, irischer Bäume herangewachsen sind, z. B. verschiedene Sorten von Hickories, Stieleichen, Kirschäpfel und Rosskastanien. Ein See unten im naturbelassenen Garten wurden zu dekorativen Zwecken angelegt, aber in der Nähe befindet sich eines der ersten Wasserturbinenhäuser Irlands, das Huntington Castle schon 1888 mit eigener elektrischer Energie versorgte. Der Fluss Derry, der die Grenze zwischen den Grafschaften Wexford und Carlow bildet, fließt entlang der unteren Grenze des naturbelassenen Gartens und bildet einen schönen Rahmen für die Spazierwege durch den lichten Wald.

## Geister
Es gibt zahlreiche Mythen, die erzählen, dass Huntington Castle von Geistern der Druiden heimgesucht worden sei, auf den Feldern und sogar in der Burg selbst. Man sagt, dass die Druiden von einer Sekunde zur anderen Nebel schaffen könnten, mit ihrem Willen einen Brand entfachen und Blut regnen lassen. Sie waren gefürchtet, weil sie Männer und Frauen opferten, um ihren Göttern zu gefallen. Es gibt auf der Burg auch einen Brunnen, der nie trockenfällt. Daher hat dieser Brunnen die Burg schon oft vor Belagerungen bewahrt.